# Dorfkirche Blankenburg

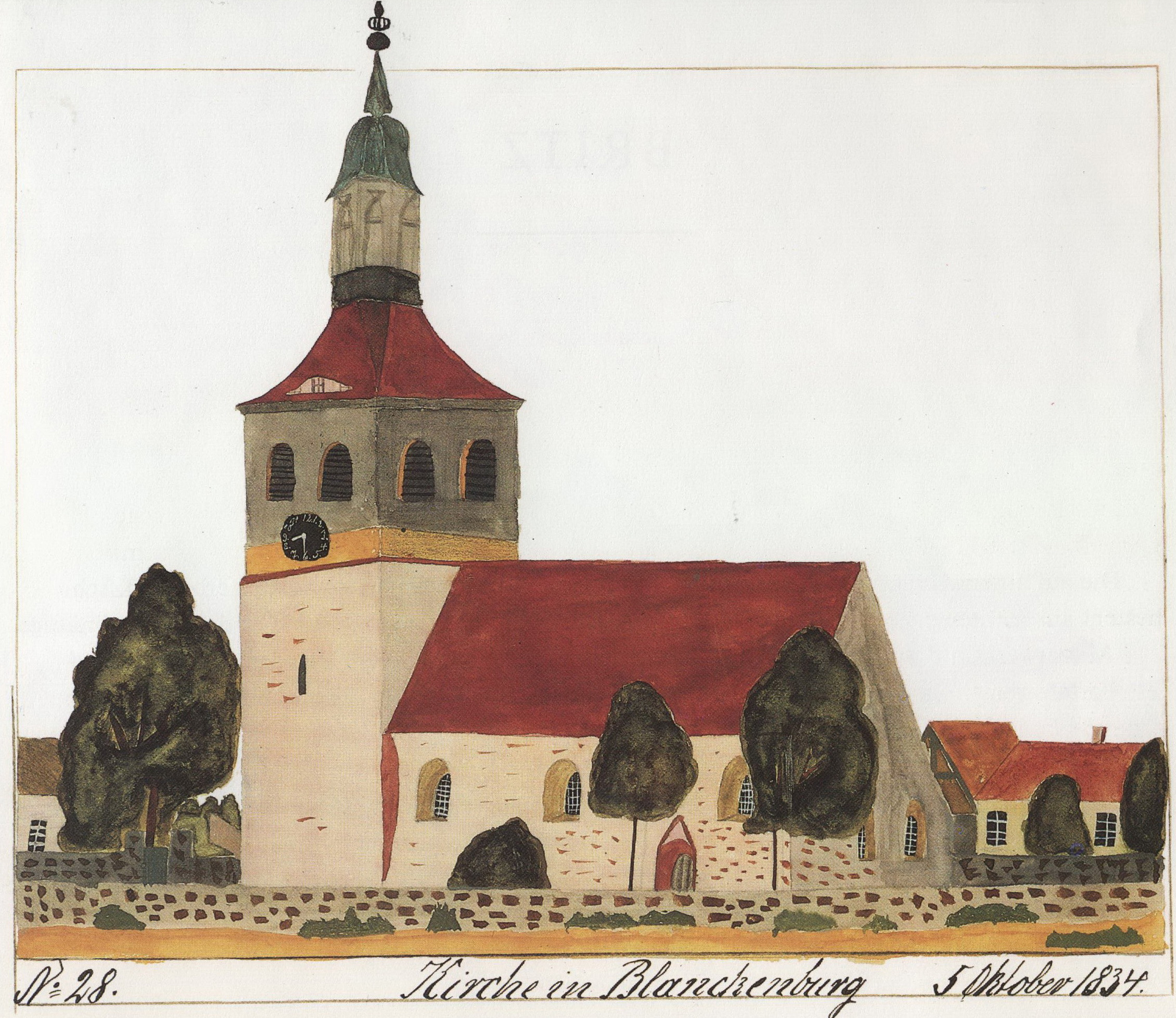
Dorfkirche Blankenburg, 1834

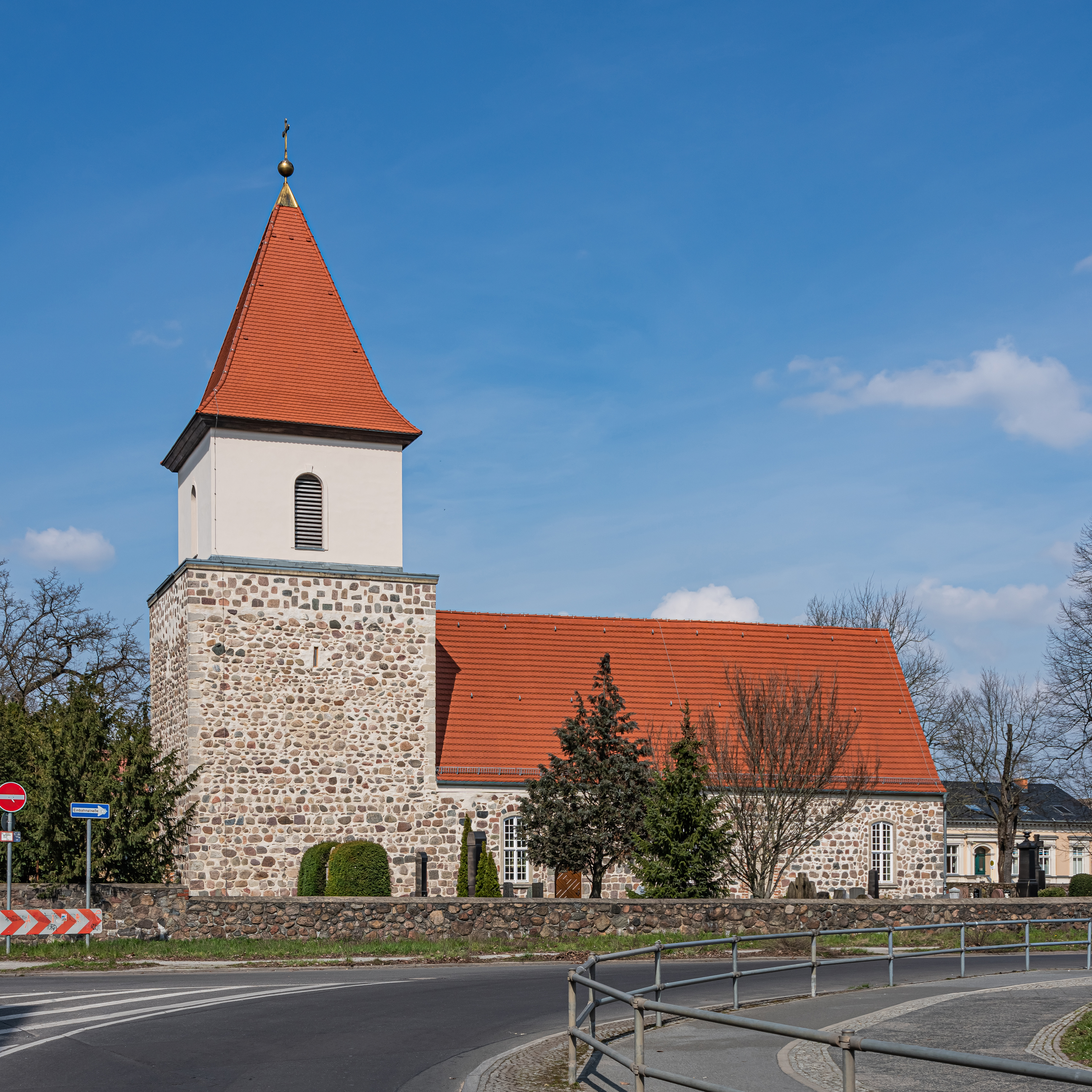
Dorfkirche Blankenburg, 2023

Die  Dorfkirche Blankenburg aus der Mitte des 13. Jahrhunderts steht auf der Dorfaue im heutigen Berliner Ortsteil Blankenburg des Bezirks Pankow inmitten des Friedhofes, der von einer spätmittelalterlichen Mauer aus Feldsteinen umgeben ist. Sie ist eine der über 50 unter Denkmalschutz stehenden Dorfkirchen in Berlin.

## Geschichte
Das Angerdorf entstand wie die benachbarten Dörfer im zweiten Viertel des 13. Jahrhunderts. Im Landbuch Karls IV. ist als Besitzer die in Buch ansässige adlige Familie von Röbel genannt, die ihren Anteil in Blankenburg bis 1664 bewahrte. Später erwarben Berliner Patrizierfamilien Blankenburg. Von 1710 bis 1818 war Blankenburg mit einem Vorwerk königliche Domäne.

## Architektur
Die Dorfkirche erhielt erst im Laufe mehrerer Jahrhunderte ihre endgültige Gestalt. Die dicken Mauern des Langhauses im Westen der spätromanischen rechteckigen Saalkirche aus Feldsteinquadern bilden den ältesten Bauabschnitt. Er verfügte über kleine rundbogige Fenster sowie ein rundbogiges Südportal. Nach 1372 wurde aus weniger sorgfältig gequaderten Feldsteinen (Baunaht) das Schiff nach Osten verlängert.  Der von außen nicht als solcher erkennbare, weil schiffsbreite Chor ersetzte offenbar einen kleineren eingezogenen Chor. Das Langhaus erhielt ein zusätzliches spitzbogiges Südportal. Das 1982 erneuerte Satteldach ist einheitlich über Schiff und Chor geführt. Der quadratische Turm im Westen aus weniger sorgfältig gequaderten Feldsteinen in Breite des Kirchenschiffs mit spitzbogigem Westportal aus Backstein ist jünger (nach 1402–1405), erkennbar an einer Baunaht. Etwa Mitte des 15. Jahrhunderts wurde der Turm aufgestockt; dieser Teil erhielt weiße Eckkanten aus Rüdersdorfer Kalkstein. Im 16./17. Jahrhundert erhielt die Kirche die an der Nordostecke des Kirchenschiffs angebaute Sakristei. Sie befindet sich unter dem Schleppdach des neuen Dachwerkes. Um 1700 wurde der Turm auf gleichem Grundriss um ein verputztes Glockengeschoss, in dem sich drei Gussstahlglocken von 1920 befinden, aufgestockt, mit zwei Schallöffnungen auf jeder Seite und einem pyramidenförmigen Helm mit einer oktogonalen Laterne. Das baufällige Glockengeschoss wurde 1939 abgetragen, es wurde daraufhin eingezogen mit nur noch je einer Schallöffnung wieder errichtet. Als Provisorium erhielt es ein extrem flach geneigtes Satteldach. 1998 wurde dem Turm ein schlankes Pyramidendach aufgesetzt.
Bei der Renovierung 1884/1885 wurden die gotischen Fenster vergrößert und mit Segmentbogen versehen. Am ältesten Westteil sind an der Nord- und an der Südseite noch je ein vermauertes spätromanisches Fenster zu sehen. Die spitzbogige Südpforte mit Laibungen aus Formziegeln wurde vermauert. Das spätromanische Rundbogenportal an der Südwand wurde dafür wieder geöffnet. Bei der Renovierung 1938 bis 1940 wurden die beiden Fenster in der Ostwand des Chors vermauert, das Giebeldreieck wurde verputzt und erhielt vier schlanke Spitzbogenblenden, von denen die beiden in der Mitte die seitlichen überragen.

## Ausstattung
In den Jahren 1960–1963 wurde das Innere der Kirche renoviert. Sie erhielt eine neuere Holzbalkendecke. Auf der Empore an der Westseite steht die Orgel von 1975, gebaut von Jehmlich Orgelbau Dresden.
Die barocken Ausstattungsstücke vor weißgetünchten Wänden sind:
- Stiftungstafel von 1694 mit athanasianischem Glaubensbekenntnis
- Abendmahlsgemälde von 1695 in geschnitztem Arkanthusrahmen
- Altarretabel von 1695
- Taufengel von 1700 mit Muschelschale